# Herpsilochmus dugandi
Formigueirinho-de-dugand ou chorozinho-do-napo (Herpsilochmus dugandi) é uma espécie de ave da família Thamnophilidae.
Pode ser encontrada nos seguintes países: Colômbia, Equador e Peru.
Os seus habitats naturais são: florestas subtropicais ou tropicais húmidas de baixa altitude.